# Nemški ovčar
Nemški ovčar (znan tudi kot alzaški ovčar in splošno znan pod imenom »volčjak«) je ena najbolj vsestranskih delovnih oziroma službenih pasjih pasem. Po vsem svetu ga uporabljajo kot čuvaja in lavinskega psa, odlično se obnese tudi kot policijski in vojaški pes kot vodnik za slepe ali kot pastirski pes. Poleg tega sodi med najbolj priljubljene človekove spremljevalce; svojemu gospodarju je neskončno zvest in vdan.

## Splošni videz
Gre za značilno lupoidno pasmo s spotegnjenim, močnim in dokaj mišičastim telesom. Po kinoloških standardih se mora »prilegati v pravokotnik«, dolžina telesa mora torej presegati plečno višino. Glava je precej ozka, med uhljema dokaj široka, z ne preveč izrazitim stopom in podolgovatim gobcem, ki se postopoma oži, ter ravnim nosnim grebenom in črnim smrčkom; zobovje ima škarjast ugriz, Srednje velike mandljaste oči so v glavnem temno kostanjeve. Visoko nastavljeni srednje veliki uhlji so pokončni in na nastavku široki. Trda, ravna in kompaktna srednje dolga krovna dlaka pokriva gosto podlanko. Kožuh je lahko črn s svetlo kostanjevimi, bledo rdečimi ali sivimi lisami, standard dopušča poleg trde in ostre dlake tudi redkejše primerke z dolgo in gosto ali tanjšo dlako. Hrbet je raven, trebuh pa zmerno pritegnjen. Srednje dolg, nizko nasajen rep je poraščen z bujno dlako; med mirovanjem je povešen, sicer pa rahlo dvignjen.

## Zgodovina
V Nemčiji so nemškega ovčarja poznali že v 17. stoletju, sistematično pa so ga začeli vzrejati šele po letu 1880. Leta 1899 so določili standard pasme, ki v skoraj nespremenjeni obliki velja še danes. Nemški ovčar je bil sprva kmečki pes in so ga uporabljali za varovanje in zganjane živine ter za obrambo posesti. Ko so psi te pasme zlasti med prvo svetovno vojno dokazali svojo vsestransko uporabnost, so jih po vsej Evropi začeli uporabljati kot policijske pse in kot pse za reševanje. Naglo so se razširili tudi v druge dele sveta in danes jih je približno poldrugi milijon. Ena glavnih prednosti nemških ovčarjev je poleg telesne moči tudi izjemna dojemljivost za šolanje. K njihovi priljubljenosti so veliko prispevale tudi vloge v zelo gledanih televizijskih serijah, kakršna je na primer Komisar Rex.

## Značaj
Nemški ovčar je zelo inteligenten pes, ki se ob pravi selekciji in vzreji razvije v uravnovešenega in zanesljivega prijatelja. Če ga dovolj zgodaj primerno izurimo, je zvest, poslušen in pogumen »družinski član«. Je zelo čuječ in prizadeven ter mu le redko kdaj kaj uide. Duševno in telesno je zelo dejaven ter potrebuje veliko gibanja in pozornosti svojega gospodarja, ki je ne želi deliti z nikomer. Zato lahko postane dokaj ljubosumen, če pride v družino nov član - mačka, drug pes ali otrok.

## Nega
Srednje dolgo dlako moramo redno krtačiti, vsaka dva meseca psa tudi skopamo, zlasti če živi v stanovanju.

## Življenjsko okolje
Psi te pasme so najraje na prostem. Idealno je, če imajo na voljo velik vrt. Prilagodijo pa se tudi življenju v omejenem stanovanju, samo da so blizu svojemu gospodarju.